# Jean-Claude Marie Vicent de Gournay
Jacques Claude Marie Vincent de Gournay (Sant-Malo, 28 de maig de 1712 - Cadis, 27 de juny de 1759) va ser un economista francès proper a la fisiocràcia.
Al costat de François Quesnay va propugnar l'abolició de les restriccions al comerç i la indústria, el que va resumir en el principi laissez faire, laissez passer (deixin fer, deixin passar) és a dir, "llibertat manufacturera, llibertat duanera", que seria clau en la història del liberalisme econòmic. A diferència dels fisiòcrates, però, considerava la indústria com una font de riquesa tan important com els fruits de la terra. Va ser un reeixit comerciant, i va estar emprat pel regne com superintendent mercantil entre 1751 i 1758.
El seu pare va ser Claude Vincent, un mercader de Saint-Malo i secretari del rei. Gournay va ser important a popularitzar l'obra de Richard Cantillon a França.
Obra seva va ser la primera traducció al francès de les obres de sir Josiah Child. Va ser mestre del cèlebre il·lustrat Jacques Turgot, que va escriure un encès Elogi de Gournay.
Hi ha un carrer anomenat Rue Vincent-de-Gournay en honor seu a Saint-Malo.